# Hemitriccus
Hemitriccus és un gènere d'ocells de la família dels tirànids (Tyrannidae). Agrupa nombroses espècies originàries d'Amèrica del Sud on es distribueixen des de la costa del Carib a Veneçuela fins al nord-est de l'Argentina.

## Descripció
Les espècies d'aquest gènere formen un grup dificultós de petits tirànids mesurant entre 9,5 i 12 cm de longitud; foscos, generalment tímids. Es troben generalment a l'estrat baix i mig de selves humides, principalment de baixa altitud, a excepció d'unes poques espècies que són muntanes. El bec és força llarg, aplanat i estret (però no tant com a Todirostrum). Moltes espècies, principalment les del grup amb ulls blancs, són un desafiament per a la identificació. Generalment, són ocells inconspícues, sedentàries, que no segueixen estols mixtos. Són més distingibles per les vocalitzacions, emeses amb freqüència i característiques per a les orelles afinades.

## Taxonomia
El gènere Hemitriccus va ser introduït el 1860 pels ornitòlegs alemanys Jean Cabanis i Ferdinand Heine per donar cabuda a una sola espècie, Muscicapa diops (Temminck, 1822), el cabdill pitgris. El nom del gènere combina el grec antic «hēmi-» que significa “meitat” o “petit” amb «trikkos», una paraula per a un petit ocell no identificat.
Hemitriccus cohnhafti és una nova espècie descoberta i descrita el 2013 per Zimmer et al. i reconeguda en la Proposta N° 598 al SACC.
Els amplis estudis geneticomoleculars realitzats per Tello et al. (2009) van descobrir una quantitat de relacions noves dins de la família Tyrannidae que encara no estan reflectides en la majoria de les classificacions. Seguint aquests estudis, Ohlson et al. (2013) van proposar dividir Tyrannidae en cinc famílies entre elles Rhynchocyclidae (Berlepsch, 1907) agrupant diversos gèneres entre els quals Hemitriccus, aquest en una nova subfamília Todirostrinae (Tello, Moyle, Marchese & Cracraft, 2009), al costat de Taeniotriccus, Cnipodectes, Todirostrum, Poecilotriccus, Myiornis, Atalotriccus, Lophotriccus i Oncostoma El Comitè Brasiler de Registres Ornitològics (CBRO) adopta aquesta família, mentre el Comitè de Classificació de Sud-americà (SACC) espera propostes per a analitzar els canvis.
Les espècies spodiops, zosterops (amb griseipectus), orbitatus, striaticollis (amb iohannis), nidipendulus, margaritaceiventer, minimus (com aenigma), granadensis, mirandae (amb kaempferi), i rufigularis eren anteriorment col·locades en el gènere Idioptilon, però classificacions recents segueixen a Traylor (1977, 1979) a integrar Idioptilon dins Hemitriccus.
Segons la Classificació del Congrés Ornitològic Internacional (versió 14.2, 2024) aquest gènere està format per 22 espècies:
- Hemitriccus diops - cabdill pitgrís.
- Hemitriccus obsoletus - cabdill pitbrú.
- Hemitriccus flammulatus - cabdill dels bambús.
- Hemitriccus minor - cabdill de Snethlage.
- Hemitriccus spodiops - cabdill de Bolívia.
- Hemitriccus cohnhafti - cabdill d'Acre.
- Hemitriccus josephinae - cabdill de Josephine.
- Hemitriccus zosterops - cabdill ullblanc.
- Hemitriccus griseipectus - cabdill ventreblanc.
- Hemitriccus minimus - cabdill de Zimmer.
- Hemitriccus orbitatus - cabdill d'ulleres.
- Hemitriccus iohannis - cabdill de João.
- Hemitriccus striaticollis - cabdill gorjaestriat.
- Hemitriccus nidipendulus - cabdill de Wied.
- Hemitriccus margaritaceiventer - cabdill perlat.
- Hemitriccus inornatus - cabdill de Pelzeln.
- Hemitriccus granadensis - cabdill gorjanegre.
- Hemitriccus mirandae - cabdill de Miranda.
- Hemitriccus cinnamomeipectus - cabdill pit-rogenc.
- Hemitriccus kaempferi - cabdill de Kaempfer.
- Hemitriccus rufigularis - cabdill gorja-rogenc.
- Hemitriccus furcatus - cabdill cuaforcat.